# USA's føderale retsvæsen
USA's føderale retsvæsen er den dømmende magt og derved én af de tre grene af den føderale regering i USA. Det føderale retsvæsen er organiseret og udformet i henhold til USA's forfatning samt landets føderale lovgivning. Artikel III i USA's forfatning omtaler oprettelsen af en højesteret og tillader yderligere Kongressen at oprette underordnede føderale domstole, hvis kendelser kan prøves ved højesteretten. Artikel III omtaler ligeledes domstolenes begrænsninger i forhold til jurisdiktion, ligesom artiklen fastslår, at føderale dommere udnævnes af præsidenten med samtykke fra Senatet til at tjene, indtil de går af, bliver dømt ved en rigsret eller dør. De føderale domstole og retsvæsen i USA skal ikke forveksles med de enkelte delstaters domstole og retsvæsen. Det føderale retsvæsen i USA behandler således sager, som omhandler føderal lovgivning og USA's forfatning, mens de enkelte delstaters retsvæsen behandler sager vedrørende delstatslig lovgivning og de enkelte delstaters egen forfatninger.

## Domstole
Alle føderale domstole kan let identificeres med ordene "United States" (eller forkortelsen "U.S.") i deres officielle navne; ingen delstatslig domstole må indeholde denne betegnelse som en del af sit navn.
De føderale domstole er generelt opdelt i tre retsinstanser. Sager behandles i første instans ved en distriktsdomstol, herefter kan kendelsen ved en distriktsdomstol appelleres til en såkaldt appeldomstol. Appeldomstolen gennemgår således på ny den anfægtede afgørelse truffet af den lavere domstol (distriktsdomstol). Efterfølgende kan nogle særlige sager også blive prøvet ved USA's Højesteret.
De amerikanske distriktsdomstole (en i hver af de 94 føderale retskredse og tre territoriale domstole) er de generelle føderale retsinstanser, selvom Kongressen i visse tilfælde har omdirigeret den oprindelige jurisdiktion til specialiserede domstole, såsom Court of International Trade, Foreign Intelligence Surveillance Court (FISA Court), Alien Terrorist Removal Court eller Artikel I- eller Artikel IV-domstole. Distriktsdomstolene har normalt jurisdiktion til at behandle appeller fra sådanne tribunaler.
De amerikanske appeldomstole er de mellemliggende føderale appeldomstole. De opererer under et system med obligatorisk prøvelse, hvilket betyder, at de skal behandle alle appelsager fra de lavere domstole. I nogle tilfælde har Kongressen omdirigeret appeljurisdiktion til specialiserede domstole, såsom Foreign Intelligence Surveillance Court of Review. De føderale appeldomstole sidder permanent i 13 appelkredse (11 regionale kredse samt en DC Circuit og Federal Circuit). Bemærk, at der er flere andre føderale domstole, der bærer udtrykket "appeldomstol" i deres navne, men de er ikke Artikel III-domstole og anses derfor ikke for at være appelkredse.
USA's højesteret er sidste retsindstans. Den behandler appelsager fra appeldomstolene og nogle gange delstatsdomstole. Højesteret opererer under skønsmæssig kontrol, hvilket betyder, at Højesteret kan vælge, hvilke sager der skal behandles. Der er derfor generelt ikke nogen grundlæggende garanti for, at en sag automatisk kan gå helt til Højesteret. I nogle få situationer (såsom retssager mellem enkelte delstatslige regeringer, eller nogle sager mellem den føderale regering og en delstat) har Højesteret den oprindelig jurisdiktion.